# Sitiveni Rabuka
Sitiveni Ligamamada Rabuka (n. 13 septembrie 1948, Cakaudrove⁠(d), Diviziunea de Nord, Fiji) este un politician, sportiv și fost militar din Fiji, care ocupă funcția de prim-ministru al țării din 24 decembrie 2022. El a fost inițiatorul a două lovituri de stat militare în 1987. A fost ales în mod democratic ca prim-ministru al Fiji, funcție pe care a deținut-o între 1992 și 1999, iar din nou în 2022, conducând o coaliție formată din trei partide. De asemenea, a fost președintele Marelui Consiliu al Șefilor între 1999 și 2001, iar ulterior președintele Consiliului Provincial Cakaudrove din 2001 până în 2008.
Rabuka a fost ales lider al Partidului Liberal Democrat Social (SODELPA) în 2016, succedându-i lui Ro Teimumu Kepa, lidera opoziției, care s-a opus public nominalizării lui Rabuka pentru a o înlocui. A fost numit lider al opoziției parlamentare în 2018, în urma înfrângerii partidului la alegeri. A fost singura nominalizare pentru acest post, nominalizarea sa fiind propusă de Ro Teimumu Kepa și susținută de Biman Prasad. A fost înlocuit în funcția de lider al SODELPA de către Viliame Gavoka în urma unui concurs intern. Rabuka a demisionat din parlament în 2020, declarând că nu mai dorește să reprezinte un obstacol în calea colaborării bipartizane între liderii din Fiji pentru a crea armonie, progres și unitate în țară. În același an, a fondat un nou partid politic numit Alianța Populară, cu scopul de a participa la alegerile din 2022.

## Biografie
Fiul lui Kolinio Epeli Vanuacicila Rabuka și al lui Salote Lomaloma Rabuka, Sitiveni Rabuka a crescut în satul Drekeniwai, situat în estul insulei Viti Levu, cea mai mare insulă a statului Fiji. A urmat cursurile Queen Victoria School, unde a fost desemnat head boy (liderul elevilor) în ultimul an de studiu. Pe lângă cariera militară și politică, Rabuka a fost și un sportiv de performanță: a reprezentat Fiji la probele de aruncarea greutății, aruncarea ciocanului, aruncarea discului și decatlon în cadrul Jocurilor Commonwealthului din 1974 desfășurate în Marea Britanie. De asemenea, a jucat pentru echipa națională de rugby din Fiji în anii 1970„PM capped during Flying Fijians test match (Prim-ministrul onorat în timpul meciului de test al Flying Fijians)” (în engleză). Fiji One News. 23 iulie 2023. Accesat în 5 iunie 2025..

## Carieră militară
Rabuka a fost instruit inițial în școlile armatei din Noua Zeelandă, de unde a absolvit în 1973, și a urmat un curs de perfecționare profesională la Academia Militară Sandhurst. A urmat studii postuniversitare la Indian Defence Services Staff College în 1979 și la Australian Joint Services Staff College în 1982. A fost manager principal pentru planificarea operațiunilor trupelor de menținere a păcii UNIFIL în Liban, în 1980 și 1981. La întoarcerea în țară, a fost numit șef de stat major al armatei. Între 1982 și 1987, a fost ofițer pentru operațiuni și instruire în armata fijiană, cu excepția unei absențe de doi ani (1983–1985), perioadă în care a comandat Batalionul Fijian în cadrul forței multinaționale de menținere a păcii Multinational Force and Observers în Sinai.
Pentru serviciul său în Liban, Rabuka a fost decorat cu Legiunea de Onoare în 1980 și a fost numit Ofițer al Ordinului Imperiului Britanic de către Regina Elisabeta a II-a în 1981.

### Loviturile de stat din Fiji din 1987
Rabuka, ajuns între timp colonel, a apărut brusc din anonimat la 14 mai 1987, când a organizat prima dintre cele două lovituri de stat militare pentru a reafirma supremația etnicilor fijieni, în urma alegerilor din 1987, care aduseseră la putere un guvern dominat de indo-fijieni (de origine indiană). După ce a înlăturat guvernul ales, Rabuka a transferat puterea guvernatorului general, Penaia Ganilau⁠(d), un înalt șef tribal despre care credea că va implementa interesele etnicilor fijieni. Totuși, când Ganilau a încercat să restabilească constituția abrogată, Rabuka a organizat o a doua lovitură de stat la 28 septembrie același an. Inițial, Rabuka și-a declarat loialitatea față de Regină, dar la 7 octombrie a emis un decret (Declaration – Republic of Fiji Decree 1987 No. 8) prin care a proclamat republica, desființând astfel legătura de 113 ani cu Monarhia Britanică. La 5 decembrie, a predat puterea unei administrații interimare, condusă de Ganilau în calitate de președinte și de Ratu Sir Kamisese Mara⁠(d) ca prim-ministru, însă Rabuka a rămas comandant al armatei și ministru al afacerilor interne, al Serviciului Național pentru Tineret și al Serviciului Auxiliar al Armatei. Ganilau și Mara nu se simțeau suficient de puternici pentru a-l demite pe Rabuka, dar nici acesta nu se simțea suficient de puternic pentru a-i înlătura, datorită sprijinului public pe care cei doi îl aveau ca înalți șefi tradiționali. Între cele două tabere — Ganilau și Mara, pe de o parte, și Rabuka, pe de altă parte — a existat un armistițiu fragil.
Rabuka era considerat un erou de către membrii populației indigene atunci când a răsturnat primul guvern indian al Fiji pentru a instala o clasă conducătoare indigenă. În perioada loviturilor de stat, presa îl numea uneori pe Rabuka „Colonelul Steve Rambo”.
În 2006, Rabuka și-a cerut în cele din urmă scuze pentru organizarea loviturilor de stat. Potrivit Fiji Live, la 28 martie, Rabuka a declarat pentru publicația Ahmedabad Newsline din India, în timpul unei vizite medicale, că regretă rolul său în aceste evenimente, pe care le-a descris ca fiind „nedemocratice”.

## Carieră politică

### Prim-ministru al Fiji (1992–1999)
În aprilie 1991, Rabuka a demisionat din funcția de comandant al forțelor armate pentru a se alătura cabinetului lui Kamisese Mara⁠(d) în calitate de unul dintre viceprim-miniștri. După adoptarea în 1990 a unei noi constituții care garanta dominația etnicilor fijieni asupra sistemului politic, Rabuka a fost ales să conducă nou înființatul partid Soqosoqo ni Vakavulewa ni Taukei în 1991. Acest partid a câștigat alegerile parlamentare din 1992, iar Rabuka a devenit prim-ministru. Însă guvernul său a fost slăbit încă de la început de o provocare la conducere venită din partea fostului ministru de finanțe Josefata Kamikamica. În 1994, Kamikamica a părăsit partidul împreună cu cinci susținători, lipsindu-l pe Rabuka de o majoritate parlamentară. Pentru a rezolva blocajul, au fost organizate alegeri parlamentare anticipate cu trei ani mai devreme; Fijian Political Party a obținut un număr relativ mai mare de mandate, dar cu două locuri sub majoritatea absolută în Camera Reprezentanților, care avea 70 de membri. Rabuka a format o coaliție cu micul General Voters Party, un partid susținut aproape exclusiv de alegători generali, care includeau europeni, chinezi și alte minorități. De asemenea, a fost de acord să negocieze cu liderii moderați ai comunității indo-fijiene pentru a redacta o nouă constituție controversată, care elimina majoritatea prevederilor ce favorizau sistemul politic în favoarea fijienilor indigeni.
Alegerile din 1999 au fost primele din ultimii ani care au implicat o competiție reală pentru putere între etnicii fijieni și indo-fijieni. Rabuka a pierdut aceste alegeri și a fost înlocuit de Mahendra Chaudhry, primul prim-ministru indo-fijian.

### Lovitura de stat din Fiji din 2000
După înfrângerea sa electorală, Rabuka a fost ales președinte al Marelui Consiliu al Șefilor. A fost însă forțat să renunțe la această funcție în 2001, în urma unor acuzații formulate de fostul președinte Ratu Sir Kamisese Mara⁠(d), care l-a implicat în lovitura de stat din 2000 din Fiji. Aceasta a dus la înlăturarea atât a lui Mara, cât și a prim-ministrului indo-fijian Mahendra Chaudhry, la 19 mai 2000. Pretinzând că liderul puciului, George Speight⁠(d) – aflat atunci în arest și condamnat ulterior pentru trădare – nu era decât un paravan, Mara a apărut în emisiunea televiziunii Close-Up pe 30 aprilie 2001 și a dezvăluit că, la 21 mai 2000, la două zile după lovitura de stat, i-a confruntat pe Rabuka și pe șeful poliției, Isikia Savua, în legătură cu posibila lor implicare. „Le-am citit în priviri”, a declarat Mara. Acesta a afirmat în cadrul emisiunii că, la mai puțin de o jumătate de oră după ocuparea Parlamentului de către Speight, Rabuka a telefonat la Government House (reședința oficială a președintelui) oferindu-se să formeze un guvern. A mai susținut că Counter Revolutionary Warfare Unit (Unitatea de Luptă Contra-revoluționară) a armatei fusese implicată în lovitura de stat după ce a primit pregătire pe o fermă deținută de Rabuka.
Într-un interviu acordat cotidianului fijian Daily Post la 2 iulie 2001, Rabuka a respins cu furie acuzațiile, afirmând că acestea erau „delirul unui bătrân mânios” și „foarte nepotrivite pentru un lider național și un om de stat.” Acuzațiile au fost totuși reluate în Senat pe 23 octombrie 2004 de Adi Koila Nailatikau, fiica lui Ratu Mara.
Fostul procuror general Sir Vijay Singh a publicat în 2006 o carte de memorii în care a sprijinit acuzațiile împotriva lui Rabuka. Potrivit Fiji Village, Singh a declarat la 18 august 2006, cu ocazia lansării volumului său Speaking Out, că Rabuka i-a spus personal că a fost unul dintre liderii conspirației și că adevărata țintă a loviturii de stat nu era guvernul Chaudhry, ci Ratu Mara. Singh a mai afirmat că Mara și-a exprimat suspiciunile cu privire la Rabuka chiar în fața lui. „Luni (după lovitura de stat de vineri) am avut o conversație telefonică cu președintele Ratu Sir Kamisese Mara. Nu avea nicio îndoială că domnul Sitiveni Rabuka și domnul Isikia Savua, comisarul de poliție de atunci, au organizat nenorocirea de la complexul parlamentar”, a declarat Singh. Rabuka a refuzat să comenteze acuzațiile lui Singh, invocând principiul sub judice (cauză aflată pe rol).

### Alegerile parlamentare din 2006
La începutul anului 2005, Rabuka a declarat că nu va candida la alegerile parlamentare din 2006, însă pe 7 mai a anunțat că își reconsidera poziția, în urma apelurilor venite din partea unor oameni de afaceri și foști politicieni fijieni, care doreau un efort comun pentru unificarea partidelor etnic-fijiene într-o platformă electorală comună. „Sunt sincer interesat, pentru că am susținut mereu unitatea fijienilor”, a declarat el. Rabuka a subliniat că unitatea politică în rândul fijienilor indigeni este esențială pentru a preveni alegerea unui guvern dominat de indo-fijieni în 2006. A recunoscut totuși că mulți îl percepeau ca pe un „obstacol”, dar a adăugat: „Vreau să schimb această percepție.” La 29 mai, Rabuka a afirmat că unitatea politică a fijienilor nu trebuie privită superficial, ca o simplă posibilitate, ci cu toată seriozitatea, ca o necesitate. L-a acuzat de ipocrizie pe prim-ministrul Laisenia Qarase⁠(d), care făcuse și el apeluri la unitate, arătând că în anii 1990 exista un singur partid fijian major, dar că din el s-au desprins numeroase grupări concurente. Qarase și partidul său, Soqosoqo Duavata ni Lewenivanua (SDL), se numărau printre cei implicați în această fragmentare.
Pe 21 august, Rabuka și-a exprimat opinia că foștii prim-miniștri care au pierdut alegerile generale nu ar trebui să mai candideze. Implicarea lor continuă în politică ducea la instabilitate, a spus el, oferind ca exemple recentele crize politice din Vanuatu și Insulele Solomon. „Este sănătos ca liderii care devin prim-miniștri și sunt apoi înfrânți la urne să își asume răspunderea pentru înfrângere și să se retragă din politica activă, rămânând doar ca sfătuitori sau susținători ai partidului, dar nu în prim-plan, candidând din nou.”
Pe 19 octombrie, Rabuka a declarat că sprijină echipa parlamentară actuală care reprezenta Cakaudrove, dar că va respecta voința poporului în ceea ce privește o eventuală candidatură în alegerile din 2006. Printre reprezentanții în funcție din Cakaudrove se aflau Ratu Naiqama Lalabalavu, șeful suprem al Confederației Tovata, Manasa Tugia și Niko Nawaikula.
Deși a avut un rol important în formarea, la 30 iulie 2005, a Grand Coalition for Fiji – o alianță electorală a cinci partide susținute în mare parte de fijieni indigeni –, Rabuka și-a exprimat, pe 27 decembrie, îndoielile cu privire la viabilitatea acesteia. Certurile publice dintre partenerii de coaliție amenințau, potrivit lui, întregul proiect. L-a deranjat în mod deosebit atacul recent la adresa Constituției din 1997 lansat de liderul Nationalist Vanua Tako Lavo Party, Iliesa Duvuloco.
Totodată, Rabuka a afirmat că o nouă lovitură de stat era puțin probabilă și că, în contextul dezbinării actuale a fijienilor indigeni, alegerea unui prim-ministru neindigen nu ar mai conta. El a mai spus că prevederile constituționale privind un guvern multipartid nu ar putea fi aplicate dacă fie SDL, fie Fiji Labour Party (FLP) ar câștiga alegerile. Dacă aceste două partide considerau prevederea inaplicabilă, ar fi trebuit să modifice Constituția, lucru pe care au avut cinci ani la dispoziție să-l facă, a argumentat Rabuka.
La 7 februarie 2006, Rabuka a declarat că încă lua în considerare o eventuală candidatură. A considerat că ar fi „neînțelept” – fără a detalia – să candideze în Cakaudrove, provincia natală, sau în colegii deținute de membri ai Grand Coalition, și a sugerat că ar putea candida doar într-o circumscripție urbană deschisă. A recunoscut totuși că, dat fiind timpul îndelungat petrecut în afara politicii, o revenire ar fi dificilă. A făcut și un apel către toate partidele politice să reprezinte, și să fie percepute ca reprezentând, toate grupurile etnice, altfel linia de divizare rasială din politica fijiană nu va putea fi depășită.
În cele din urmă, Rabuka a decis să nu candideze la alegeri, iar partidul său a prezentat un singur candidat.

### Lovitura de stat din Fiji din 2006
Fiji Times a relatat pe 15 decembrie 2006 că Rabuka a declarat că nu vede nicio posibilitate ca Laisenia Qarase⁠(d), înlăturat din funcția de prim-ministru în urma loviturii de stat din 5 decembrie 2006, să revină la putere. Deși a negat că ar fi sprijinit lovitura de stat, Rabuka a afirmat că atât Qarase, cât și președintele destituit Ratu Josefa Iloilo⁠(d), au fost lideri slabi, care nu au făcut nimic pentru a preveni intervenția armatei printr-un dialog cu aceasta la momentul potrivit. Qarase ar fi trebuit să prevadă iminența loviturii de stat, a spus Rabuka.
După eveniment, Rabuka l-a criticat pe liderul loviturii de stat, comandantul Frank Bainimarama, pentru refuzul de a organiza alegeri, susținând că motivul real era dorința acestuia de a „ține departe de guvernare persoane și grupuri pe care el le-a considerat dinainte ca fiind nedemne de a conduce”.

### Alegerile parlamentare din 2014
Rabuka a rămas în mare parte discret după lovitura de stat din 2006. Totuși, în iunie 2013, a declarat că ar lua în considerare posibilitatea de a candida la alegerile naționale propuse pentru 2014, dacă acestea ar avea loc. A încercat să obțină conducerea nou-înființatului Partid Liberal Social Democrat (SoDelPa), succesorul partidului Soqosoqo Duavata ni Lewenivanua (SDL) al fostului prim-ministru Qarase, care fusese dizolvat de guvernul interimar susținut de armată, însă a fost respins după ce a afirmat că nu regretă loviturile de stat din 1987. „A trebuit să fac ce a trebuit să fac în 1987”, a declarat el pentru Fiji Sun la 30 ianuarie 2014. O tentativă ulterioară de a obține funcția de vicepreședinte al partidului s-a confruntat, de asemenea, cu o puternică opoziție. A mai încercat să obțină o nominalizare ca și candidat parlamentar, însă la 24 august, SoDelPa a anunțat că a decis să nu îl nominalizeze. Cu toate acestea, el rămâne membru și susținător al partidului.

### Lider al opoziției și alegerile parlamentare din 2018
În iunie 2016, Ro Teimumu Kepa a anunțat că se retrage din funcția de lider al partidului SODELPA. Ea a fost înlocuită de Sitiveni Rabuka. Rabuka a condus partidul în alegerile din 2018.

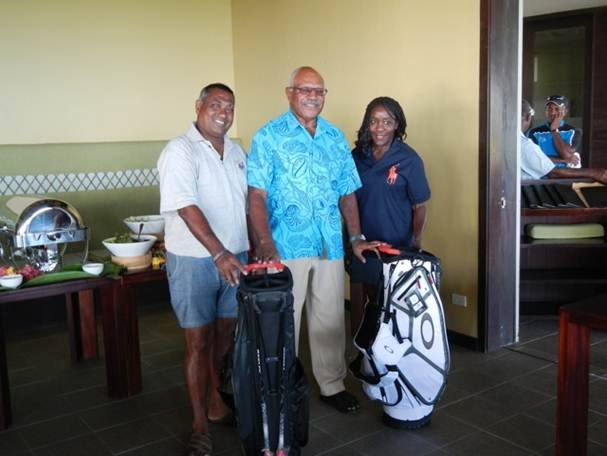
Ambasadoarea SUA în Fiji, Frankie Reed (dreapta), împreună cu Sitiveni Rabuka (centru).

La 25 mai 2018, Rabuka a fost inculpat de către agenția anticorupție Fiji Independent Commission Against Corruption (FICAC), în legătură cu declarația sa de avere și obligații financiare, așa cum este prevăzut de Legea privind înregistrarea, conduita, finanțarea și dezvăluirea partidelor politice. Procesul său a avut loc în timpul campaniei electorale și a fost achitat. Un apel formulat de FICAC, care ar fi putut duce la descalificarea lui Rabuka cu două zile înainte de scrutin, a fost respins, iar FICAC a fost obligată să plătească cheltuielile de judecată. Cu puțin timp înainte de decizia apelului, Rabuka a fost din nou convocat de poliție pentru acuzații nespecificate.
Rabuka a obținut 77.040 de voturi la alegeri, câștigând un mandat de parlamentar. Într-un interviu acordat după alegeri, a afirmat că este regretabil faptul că liderii celor două partide principale sunt foști conducători ai loviturilor de stat și că este nevoie de „o îndepărtare de la oamenii asociați cu loviturile de stat”.
La 26 mai 2020, SODELPA a fost suspendat pentru încălcarea Legii partidelor politice, pentru o perioadă de 60 de zile, cu efect imediat. Toate numirile au fost declarate nule și neavenite, iar partidul avea la dispoziție 60 de zile pentru a remedia toate neregulile, altfel risca să fie radiat. Prin urmare, Rabuka nu se mai putea prezenta ca lider al SODELPA după ce registratorul a declarat suspendarea partidului. La 29 iunie 2020, suspendarea SODELPA a fost ridicată.

### Competiția pentru conducerea SODELPA din 2020
La 27 noiembrie 2020, Rabuka a fost înlăturat din funcția de lider al partidului SODELPA în urma unei competiții interne. Au existat speculații că Rabuka ar putea forma un nou partid după înlăturarea sa din funcție, însă el a negat ulterior acest lucru și a declarat că va continua să susțină SODELPA. Gavoka a fost recunoscut oficial ca lider al SODELPA pe 28 noiembrie, în cadrul adunării generale anuale a partidului. Avocatul de renume Filimoni Vosarogo a fost desemnat noul vicepreședinte. 21 de membri ai Consiliului de conducere al SODELPA au votat pentru Gavoka, în timp ce 20 au votat pentru Rabuka. Se spunea că fracțiunea parlamentară a partidului era împărțită în mod egal în privința corectitudinii acestei schimbări de conducere.
La 7 decembrie, Rabuka a demisionat din Parlament și din funcția de lider al opoziției parlamentare. El a făcut anunțul în timp ce răspundea discursului de deschidere al sesiunii parlamentare 2020–2021, rostit de președintele Jioji Konrote.
La 25 iulie 2021, a fost arestat de poliția din Fiji după ce a criticat măsurile guvernamentale de modificare a legislației privind proprietatea asupra terenurilor.

### Prim-ministru al Fiji (2022–prezent)
În 2021, Rabuka a fondat un nou partid politic, numit Alianța Populară, pentru a participa la alegerile din 2022<red name ="A10"/>. Alianța Populară a devenit al doilea cel mai mare partid în urma alegerilor și a reușit să-l înlăture de la putere pe Frank Bainimarama după 16 ani de guvernare, formând un guvern de coaliție cu SODELPA și Partidul Național al Federației (NFP). Rabuka a devenit ulterior prim-ministru desemnat. El fusese convocat la secția de poliție după ce a pus sub semnul întrebării rezultatele alegerilor și a cerut intervenția armatei, deși observatorii internaționali au calificat alegerile drept libere și corecte. După formarea guvernului de coaliție NFP–PA cu SODELPA, Rabuka a depus jurământul ca prim-ministru la 24 decembrie. Ca parte a acordului de coaliție, trei viceprim-miniștri au fost numiți: liderul NFP, Biman Prasad, liderul SODELPA, Viliame Gavoka, și Manoa Kamikamica. Rabuka a deținut și alte portofolii ministeriale, inclusiv cele pentru informații și întreprinderi publice, funcție publică, afaceri externe și schimbări climatice.
La 26 decembrie 2022, Rabuka a aprobat revenirea în Fiji a rectorului Universității Pacificului de Sud (USP), Pal Ahluwalia, și a Padmei Lal, soția regretatului profesor Brij Lal, care fuseseră expulzați din țară de guvernul lui Bainimarama.
La 20 ianuarie 2023, Rabuka a efectuat prima sa vizită oficială de stat în Kiribati, unde s-a întâlnit cu președintele Taneti Maamau. Întâlnirea s-a concentrat pe consolidarea relațiilor diplomatice și promovarea unității în regiunea Pacificului Albastru. Anterior, Kiribati se retrăsese din Pacific Islands Forum în iulie 2022.
În mai 2024, în timpul unei vizite în Regatul Unit, Rabuka a prezentat o scuză oficială regelui Charles al III-lea pentru lovitura de stat militară din 1987 care a dus la abolirea monarhiei fidjiene. Rabuka a lăsat deschisă posibilitatea reinstaurării Coroanei în Fiji, declarând în fața parlamentului: „Dacă există vreo dorință ca Fiji să revină în cadrul regatului, așa cum mi-a spus regretata Majestate și cum mi-a spus Majestatea Sa săptămâna trecută, să fie voința poporului.”
În ianuarie 2025, Rabuka a declarat că va dezvălui numele persoanelor implicate în loviturile de stat din 1987 în fața Comisiei pentru Adevăr și Reconciliere din Fiji.
== Manager al echipei de rugby Pacific Islanders
În octombrie 2008, Rabuka a fost managerul echipei de rugby Pacific Islanders în timpul turneului acesteia în Europa.

## Viață personală
Rabuka este creștin. S-a căsătorit cu Suluweti Tuiloma la RFMF officers' mess din Nabua la 10 aprilie 1975. În anul 2000, a recunoscut public că i-a fost infidel, atât înainte cât și după căsătorie, și că a avut trei copii cu două femei diferite în timp ce era logodit cu Suluweti.

## Distincții
Fiji:
- Companion al Ordinului Fiji (CF)
- Decorația pentru Serviciu Merituos (MSD)

Franța:
- Comandor al Ordinului Național al Legiunii de Onoare

Polinezia Franceză:
- Comandor al Ordinului Tahiti Nui

Regatul Unit:
- Ofițer onorific al Ordinului Venerabil al Sfântului Ioan (OStJ)
- Ofițer onorific al Ordinului Imperiului Britanic (OBE)